# Mig Paratjal
Mig Paratjal es un cultivar de higuera de tipo higo común Ficus carica, bífera (con dos cosechas por temporada, brevas e higos de otoño), con higos de epidermis con color de fondo verde oscuro, y con sobre color verde blanquecino que cubre desde el pedúnculo hacia el ostiolo, presentan algunos puntos blancos. Se cultiva en la colección de higueras de Montserrat Pons i Boscana en Llucmajor (España).

## Sinonimia
- “sin sinónimo”,[4][6][7]

## Historia
Actualmente la cultiva en su colección de higueras baleares Montserrat Pons i Boscana, rescatada de un ejemplar o higuera madre localizada en el predio "son Rengo" en el término de Campos, de la que desconocemos la fecha de su plantación, pero el árbol está en muy buen estado, tanto para la producción como para su descripción.
La variedad 'Mig Paratjal' la considera Estelrich como una subvariedad de 'Paratjal', pero menos desarrollada, ya que las hojas y los higos son más pequeños, y el color de sus frutos más blanquecino, maduran un poco antes, el pedúnculo es más corto, y las hojas no son todas de 3 lóbulos, sino que también hay enteras en bastante porcentaje.

## Características
La higuera 'Mig Paratjal' es una variedad bífera de tipo higo común. Árbol de vigorosidad mediana-alta y buen desarrollo en terrenos favorables, copa esparcida con ramas colgando hacia el cultivo y follaje claro, con nula emisión de rebrotes. Sus hojas son de 3 lóbulos en su mayoría, y de 1 lóbulo (10-25%). Sus hojas con dientes presentes márgenes dentados poco recortados. 'Mig Paratjal' tiene poco desprendimiento de higos, con un rendimiento productivo mediano y periodo de cosecha prolongado. La yema apical cónica de color verde amarillento.
Los frutos de la higuera 'Mig Paratjal' son higos de un tamaño de longitud x anchura:40 x 42mm, con forma esférica, algo cónica (tanto en las brevas como en los higos). Presentan unos frutos grandes en las brevas que son escasas, y poco sabrosas, y en algunos años incluso no las madura. Los higos son de la mitad de tamaño y peso que las brevas pero muy sabrosos y apreciados. Los frutos son simétricos en la forma, uniformes en las dimensiones, de unos 38,230 gramos en promedio, cuya epidermis es de un grosor mediano, de textura áspera, de consistencia mediana, color de fondo verde oscuro brillante, y con sobre color verde blanquecino que cubre desde el pedúnculo hacia el ostiolo, presentan algunos puntos blancos. Con un buen porcentaje de frutos aparejados y no presentan formaciones anormales. Ostiolo de 3 a 5 mm con escamas pequeñas rojas. Pedúnculo de 2 a 5 mm cilíndrico verde oscuro. Grietas longitudinales finas. Costillas bastante marcadas. Con un ºBrix (grado de azúcar) de 25 de sabor bastante dulce y jugoso, con color de la pulpa rojo intenso. Con cavidad interna mediana-grande, con aquenios medianos en tamaño y también en una cantidad mediana. Tanto las brevas como los higos no presentan gota de miel en el ostiolo. Los frutos maduran con un inicio de maduración de las brevas el 20 de junio, y los higos sobre el 26 de agosto a 28 de septiembre. Cosecha con rendimiento productivo mediano, y periodo de cosecha prolongado.
Se usa en alimentación humana en fresco y en seco. Mediana abscisión del pedúnculo. Resistente al transporte. Muy sensibles a las lluvias y rocíos, y a la apertura del ostiolo. Muy poco susceptibles al desprendimiento del árbol cuando madura.

## Cultivo
'Mig Paratjal', se utiliza en alimentación humana en fresco y en seco. Se está tratando de recuperar de ejemplares cultivados en la colección de higueras baleares de Montserrat Pons i Boscana en Llucmajor.